# Kviteseid (plaats)
Kviteseid is een plaats in de Noorse gemeente Kviteseid, provincie Telemark. Kviteseid telt 652 inwoners (2007) en heeft een oppervlakte van 1,31 km².